# Torrehueca-Torreabeca
Torrehueca-Torreabeca es una localidad y pedanía española perteneciente al municipio de Pinos Puente, en la provincia de Granada, comunidad autónoma de Andalucía. Está situada en la parte noroccidental de la comarca de la Vega de Granada. Limítrofe a esta localidad se encuentra Atarfe, Sierra Elvira, Santa Fe, Pedro Ruiz, Fuente Vaqueros y Chauchina. Además se encuentra a 8,8 km del aeropuerto Federico García Lorca Granada-Jaén.

### Historia
El nombre de Torrehueca-Torreabeca deriva del nombre de la fortaleza defensiva musulmana Torre del Huécar construida para proteger la Fuente de los Ojos del Huécar muy cerca del río Genil del paso cristiano. La torre original fue destruida durante la Guerra de Granada.

### Demografía
Según el Instituto Nacional de Estadística de España, en el año 2019 Torrehueca-Torreabeca contaba con 5 habitantes censados.
| Gráfica de evolución demográfica de Torrehueca-TorreAbeca entre 2000 y 2019 |
|                                                                             |
| Datos según el nomenclátor publicado por el INE.                            |

## Transporte y comunicaciones

### Carreteras
Las vías de comunicación que transcurren por la localidad son:
| Identificador | Denominación                       | Itinerario                            |
| ------------- | ---------------------------------- | ------------------------------------- |
| GR-3405       | De Fuente Vaqueros a A-92          | Fuente Vaqueros - A-92                |
| GR-3406       | De GR-3405 a N-432 (Sierra Elvira) | Torrehueca-Torreabeca - Sierra Elvira |

### Autobús
- Línea 335 - Granada - Fuente Vaqueros - Valderrubio - Escóznar - Obéilar - En la parada de Consorcio 613 Pol. Ind. La Fuente.